# Santo António dos Cavaleiros
Santo António dos Cavaleiros ist ein Ort und eine ehemalige Gemeinde (Freguesia) im portugiesischen Kreis Loures. Die Gemeinde hatte 26.169 Einwohner (Stand 30. Juni 2011).
Am 29. September 2013 wurden die Gemeinden Santo António dos Cavaleiros und Frielas zur neuen Gemeinde União das Freguesias de Santo António dos Cavaleiros e Frielas zusammengeschlossen. Santo António dos Cavaleiros ist Sitz dieser neu gebildeten Gemeinde.

## Sehenswürdigkeiten
Die Quinta do Conventinho, ein ehemaliges Franziskanerkloster aus dem 16. Jahrhundert, beherbergt heute das Kreismuseum von Loures.